# 古林見宜
古林 見宜（ふるばやし けんぎ、1579年（天正7年）- 1657年10月24日（明暦3年9月17日））は、江戸時代前期の医師。名は道芥後に正温に改名。号は桂庵又は寿仙坊。

## 経歴・人物
播磨の飾磨（現在の兵庫県姫路市）生まれ。赤松氏則の子孫と伝えられている。名医であった祖父が明へ留学し医学を修めたことがきっかけで若くして上洛し、曲直瀬正純から学んだ。主に朱丹渓や張仲景が提唱した新東洋医学を学ぶ。
後に摂津の大坂で医療所を開設し、同時期に嵯峨野で同門であった堀杏庵らと共に学舎を開設した。見宜の門人は3000人ほど存在しており、松下見林や養子でもある古林知足らがいる。
大正13年（1924年）、従五位を追贈された。

## 主な著作物
- 『日記中棟方』[1]
- 『外科単方』[1]